# Microrregión del Bico do Papagaio
La microrregión del Bico do Papagaio es una de las microrregiones del estado brasilero del Tocantins perteneciente a la mesorregión Occidental del Tocantins. Su población fue estimada en 2006 por el IBGE en 198.388 habitantes y está dividida en 25 municipios. Posee un área total de 15.767,856 km².

## Municipios
- Aguiarnópolis
- Ananás
- Angico
- Araguatins
- Augustinópolis
- Axixá do Tocantins
- Buriti do Tocantins
- Cachoeirinha
- Carrasco Bonito
- Darcinópolis
- Esperantina
- Itaguatins
- Luzinópolis
- Maurilândia do Tocantins
- Nazaré
- Palmeiras do Tocantins
- Praia Norte
- Riachinho
- Sampaio
- Santa Terezinha do Tocantins
- São Bento do Tocantins
- São Miguel do Tocantins
- São Sebastião do Tocantins
- Sítio Novo do Tocantins
- Tocantinópolis

- Datos: Q2540695